# Pawlos Karrer
Pawlos Karrer, gr. Παύλος Καρρέρ, właśc. Karreris (gr. Καρρέρης), także Paul Karrer (ur. 12 maja 1829 na Zakintos, zm. 1 kwietnia 1896 tamże) – grecki kompozytor.

## Życiorys
Kształcił się na Zakintos, gdzie jego nauczycielami byli Giuseppe Cricca i Francesco Marangoni, oraz u Nikolaosa Mandzarosa na Korfu. Studiował także w Liverpoolu. Działał na rodzinnym Zakintos jako nauczyciel i organizator życia muzycznego.  Zajmował się także zbieraniem folkloru i zabytków muzyki bizantyńskiej.

## Twórczość
Wraz ze Spiridonem Ksindasem był współtwórcą greckiej opery. Zaadaptował wzorce formalne opery włoskiej, dostosowując je do tematyki narodowej i librett greckich. Napisał dwie opery na tematy greckie, Markos Botsaris (wyst. Patras 1861) i Kira Frosini (wyst. Zakintos 1869). Pisał również utwory chóralne i pieśni.